# New Mexico State Route 3
Die New Mexico State Route 3 (kurz NM 3) ist eine State Route im US-Bundesstaat New Mexico, die in Nord-Süd-Richtung verläuft.
Die State Route beginnt am U.S. Highway 54 in Duran und endet nach 117 Kilometern nördlich von Ribera an der Interstate 25.

## Verlauf
Ab Duran verläuft die NM 3 in nördlicher Richtung und trifft im Westen von Encino auf die U.S. Highways 60 und 285. Auf der Hälfte der Strecke zwischen Encino und Villanueva passiert die State Route die Interstate 40. Im Süden von Villanueva passiert sie den Villanueva State Park. Nach insgesamt 117 Kilometern endet die Straße an der gemeinsamen Trasse der Interstate 25 mit den U.S. Highways 84 und 85.